# Eremobates nanus
Eremobates nanus är en spindeldjursart som beskrevs av Muma 1962. Eremobates nanus ingår i släktet Eremobates och familjen Eremobatidae. Inga underarter finns listade i Catalogue of Life.